# Durmast
Durmast, pseudonimo di Davide Donati (Senigallia, 25 febbraio 1988), è un musicista italiano.

## Biografia
Batterista di diverse band tra cui Home By Three (con il quale ha aperto i concerti alle date italiane di band come Yellowcard, Anti-Flag, MxPx, Motion City Soundtrack, The Subways), Jasmine gli Sbalzi e TRL, nel 2018 inizia anche la sua carriera solista come produttore di musica elettronica.
Durmast oltre alle proprie produzioni ha remixato tracce di I Camillas e HoFame.
Nell'aprile 2021 alcuni suoi brani vengono introdotti tra le colonne sonore di Mappe Criminali, programma in onda su TV8, condotto da Daniele Piervincenzi.

## Discografia

### Album in studio
- Village (2018)
- Alone (2021)[5]

### EP
- Cesano EP (2019)[6]
- VIXI (2024)[7]

### Singoli
- Shalimar (2020)
- Restart (2020)
- Trip (2021)[8]
- Seer (La Magia) (2021)
- Pawn (2021)[9]
- Piromani (2022)[10] Con I Camillas e Invell
- Tragedy (2023)
- Requiem (2023)
- Daydream (2024)

### Remix
- I Camillas - "La macchina dell'amore (Durmast Remix)" (2019)[11][12]
- HoFame - "Un colpo di nausea (Durmast Remix)" (2020)[13]
- Durmast - "Shalimar (Conad Dj Remix)" (2020)
- Facucio - Chabuka (Durmast Remix) (2021)
- Dragoni - Propaganda (Durmast Remix) (2022)
- Davide Amati - Lenzuola (Durmast Remix) (2022)

### Cover
- "Se Tu Non Torni" con Sena (Miguel Bosè Cover) (2023)